# Сент-Хеленс (район)
Сент-Хеленс (англ. St Helens) — метрополитенский район (боро) в церемониальном графстве Мерсисайд в Англии. Административный центр — город Сент-Хеленс.

## География
Район расположен в восточной части графства Мерсисайд, граничит с графствами Ланкашир, Большой Манчестер и Чешир.

## Состав
В состав района входят 2 города:
- Ньютон-ле-Уиллоус
- Сент-Хеленс

1 территория (англ. Unparished area):
- Хейдок

и 7 общин (англ. Civil parish): 
- Биллиндж
- Болд
- Гарсвуд
- Рейнфорд
- Рейнхилл
- Уиндл
- Эклстон